# Кульякан (муниципалитет)
Кульяка́н (исп. Culiacán) — муниципалитет в Мексике, штат Синалоа, с административным центром в городе Кульякан-Росалес. Численность населения, по данным переписи 2010 года, составила 858 638 человек.

## Общие сведения
Название Culiacán с языка науатль можно перевести как: место поклонения богу Кольцину.
Площадь муниципалитета равна 6035 км², что составляет 10,99 % от площади штата. Он граничит с другими муниципалитета штата Синалоа: на севере с Мокорито и Бадирагуато, на востоке с Косалой и Элотой, и на западе с Наволато, также на востоке он граничит с другим штатом Мексики — Дуранго.

## Учреждение и состав
Муниципалитет был образован 8 апреля 1915 года, в его состав входит 1015 населённых пунктов, самые крупные из которых:
| Код INEGI | Населённый пункт                                                  | Численность населения (2005 год) | Численность населения (2010 год) |
| --------- | ----------------------------------------------------------------- | -------------------------------- | -------------------------------- |
| 006       | Всего                                                             | 793730                           | 858638                           |
| 0001      | Кульякан-Росалес (исп. Culiacán Rosales) (административный центр) | 605304                           | 675773                           |
| 0312      | Коста-Рика (исп. Costa Rica)                                      | 23164                            | 24874                            |
| 0341      | Эльдорадо (исп. Eldorado)                                         | 14697                            | 13197                            |
| 1346      | Эль-Диэс (исп. El Diez)                                           | 6646                             | 6939                             |
| 0591      | Кила (исп. Quilá)                                                 | 5524                             | 5793                             |
| 0746      | Адольфо-Лопес-Матеос (исп. Adolfo López Mateos (El Tamarindo))    | 5137                             | 5546                             |
| 0321      | Кульякансито (исп. Culiacancito)                                  | 4288                             | 4309                             |

## Экономическая деятельность
По статистическим данным 2000 года, работоспособное население занято по секторам экономики в следующих пропорциях: сельское хозяйство, скотоводство и рыбная ловля — 16,8 %, промышленность и строительство — 18,4 %, сфера обслуживания и туризма — 60,5 %, прочее — 4,3 %.

## Инфраструктура
По статистическим данным 2010 года, инфраструктура развита следующим образом:
- электрификация: 99 %;
- водоснабжение: 97,4 %;
- водоотведение: 95,8 %.

## Туризм
Основные достопримечательности:
- собор Богоматери Росарии в Кульякан-Росалесе, построенный в 1842 году;
- бывшее здание государственного конгресса;
- несколько памятников национальным героям;
- музей искусств Синалоа;
- художественная галерея «Фрида Кало»;
- пляжи на побережье Тихого океана.

## Фотографии

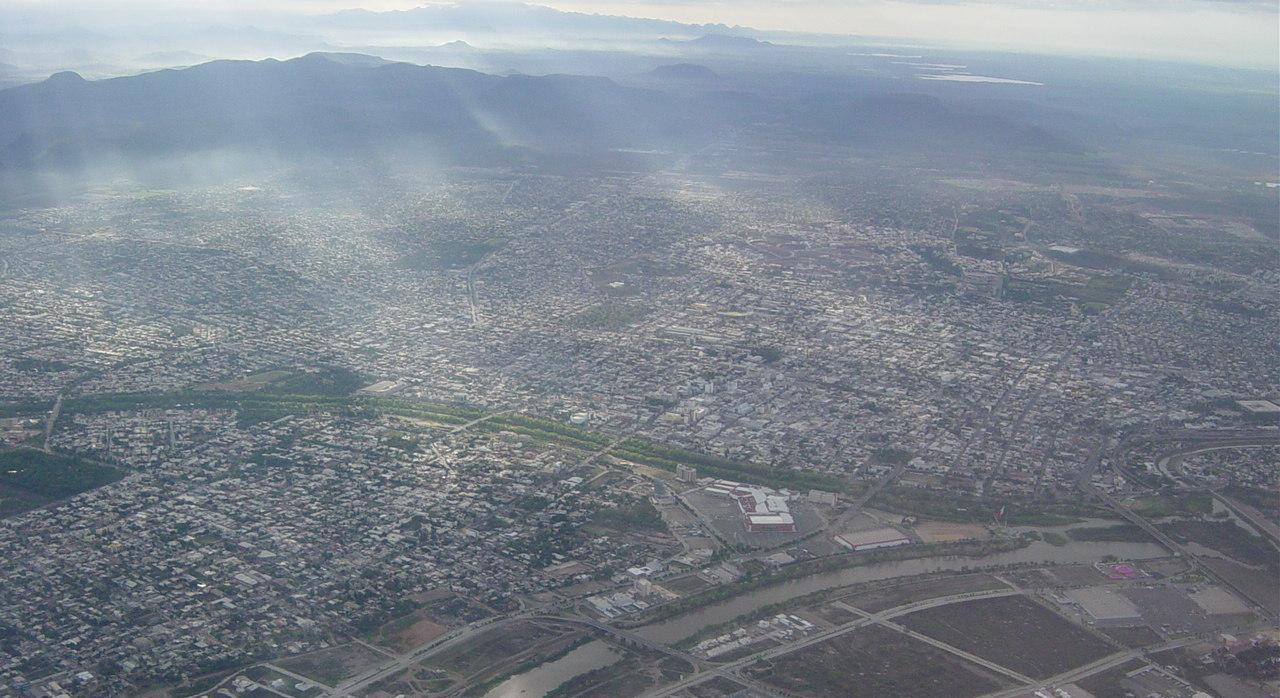
Вид на столицу штата с воздуха
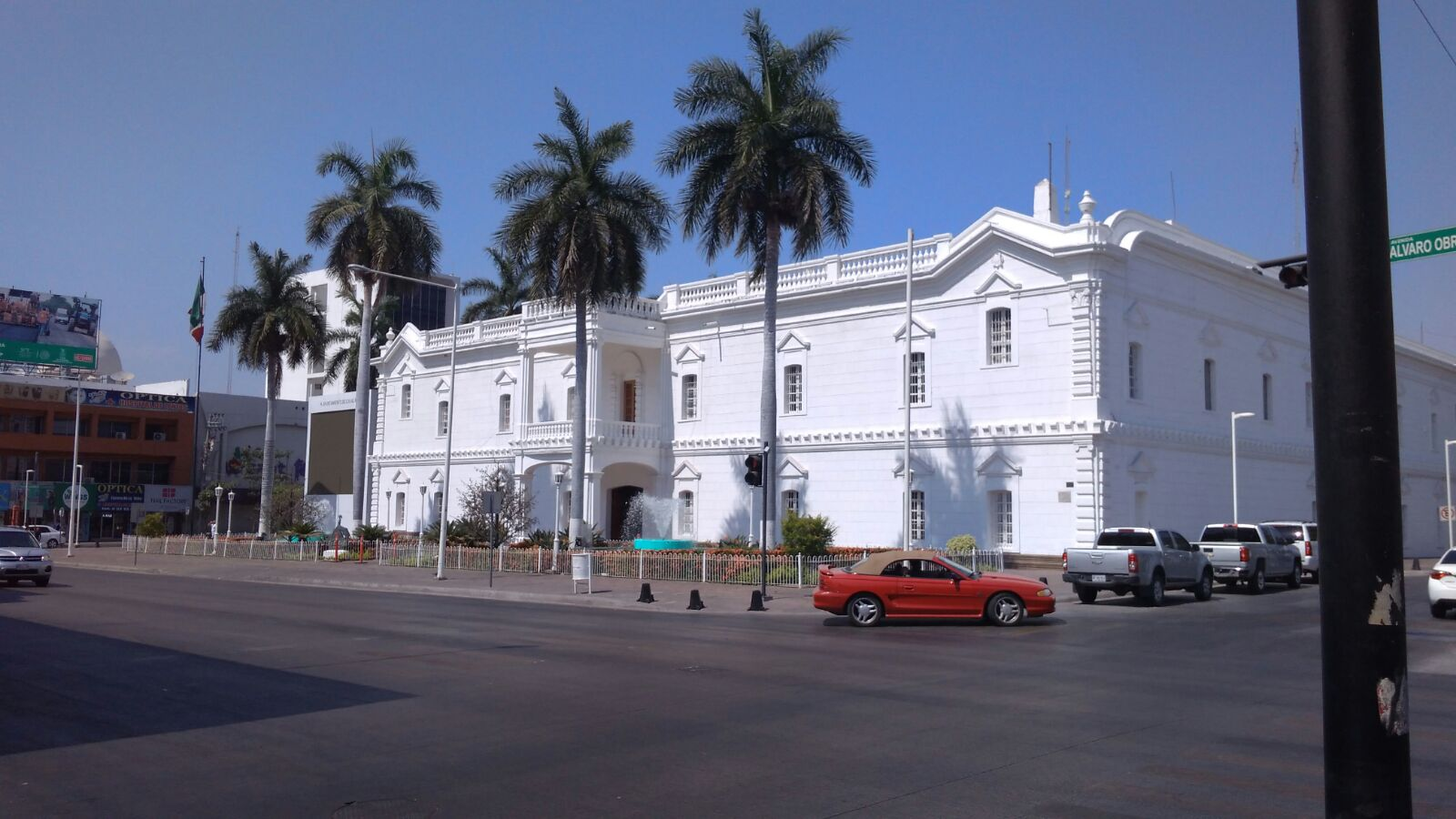
Здание администрации муниципалитета
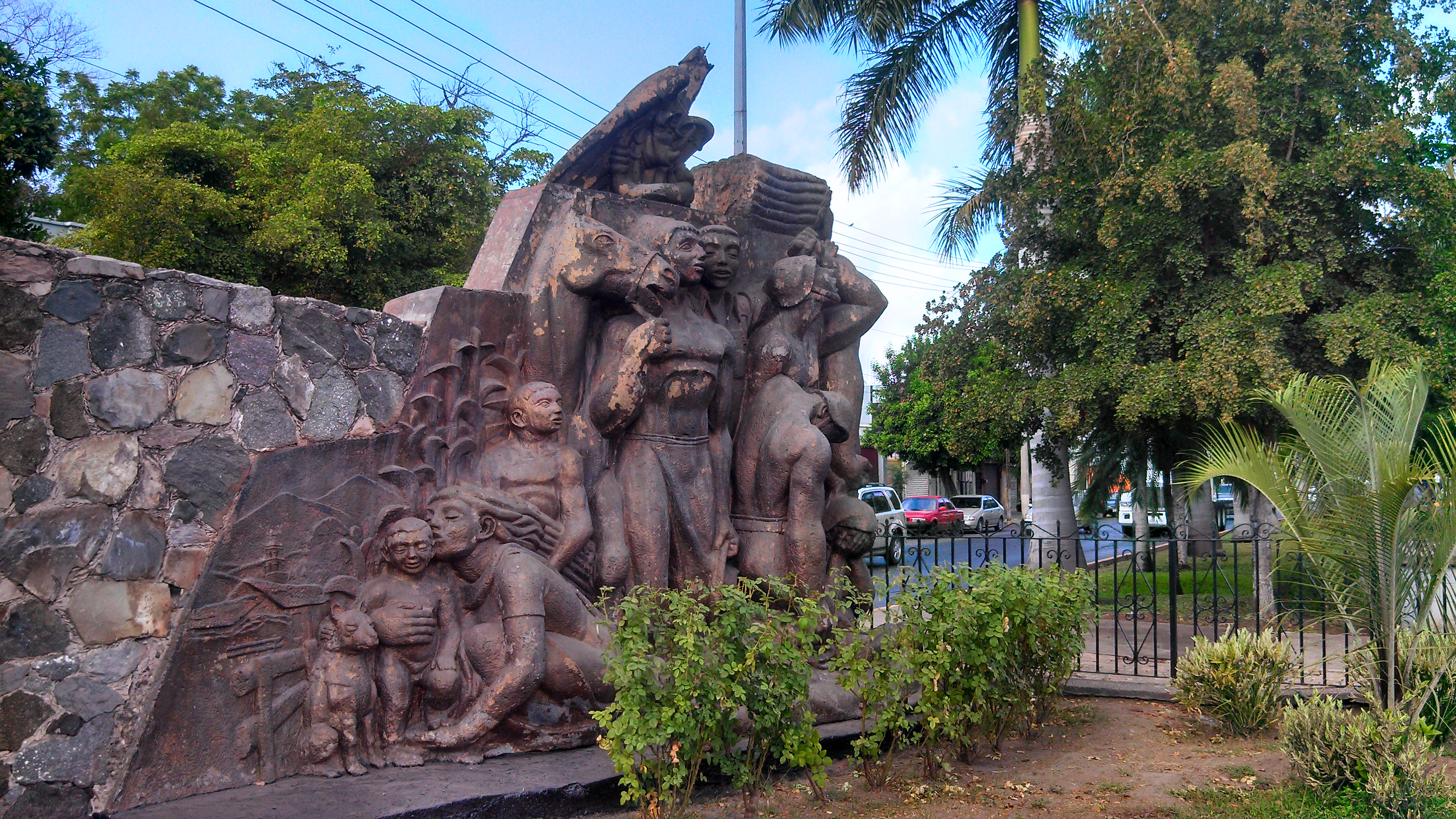
Монумент коренным жителям